# Etra (figlia di Pitteo)
Etra (in greco antico: Αἴθρα?, Áithrā, "serenità", "cielo splendente") è un personaggio della mitologia greca moglie di Egeo e madre di Teseo.

## Mitologia
Figlia di Pitteo il re di Trezene fu data in moglie ad Egeo il re di Atene da cui ebbe come figlio Teseo. 

Secondo altre versioni i padri di Teseo sarebbero Poseidone e Climeno.
Etra ricevette il compito di custodire lo scudo, la spada ed i calzari di Egeo sotto una roccia con l'impegno di consegnare tali oggetti a Teseo una volta divenuto adulto ed in grado di combattere.
Dopo la salita al trono di Atene di Teseo, Etra fu catturata dai Dioscuri nella guerra che essi mossero contro suo figlio per recuperare Elena. Ridotta al ruolo di servitrice della principessa, che seguì con Tisadia a Troia, fu liberata solo alla presa della città su richiesta dei nipoti Demofonte e Acamante. Secondo un'ulteriore fonte, Etra fu condotta direttamente a Troia, dove accudì il figlio della principessa Laodice e di suo nipote Acamante, per poi divenire, una volta che la regina di Sparta giunse presso la città, schiava di quest'ultima. 

### Antica
- Pseudo-Apollodoro - Biblioteca
- Igino - Favole
- Plutarco - Teseo

### Moderna
- Vito Maria De Grandis, Dizionario etimologico-scientifico delle voci italiane di greca origine, Stamp. francese, 1824.